# 스기하라다니촌
스기하라다니촌(杉原谷村)은 효고현 다키군에 있던 촌이다. 현재의 다카정의 남단에 해당한다.